# محمد البلادي (لاعب كرة قدم مواليد 1995)
محمد حسين البلادي (مواليد 15 مايو 1995) هو لاعب كرة قدم سعودي يلعب حالياً في نادي النجوم.

## مسيرة اللاعب
لعب في نادي العدالة ونادي الاتحاد ونادي الخلود ونادي الترجي ونادي جرش ونادي الجيل ونادي النجوم.

## الحياة الشخصية
محمد هو توأم اللاعب عبد الله البلادي.